# Barrage de Jinping II
 (novembre 2017).
Si vous disposez d'ouvrages ou d'articles de référence ou si vous connaissez des sites web de qualité traitant du thème abordé ici, merci de compléter l'article en donnant les références utiles à sa vérifiabilité et en les liant à la section « Notes et références ».
Le barrage de Jinping II est un barrage situé sur le Yalong dans la province du Sichuan en Chine. Il est associé à une centrale hydroélectrique de 4 800 MW, la seizième la plus puissante du monde en 2020. 

## Caractéristiques
Le barrage de Jinping I est barrage hydroélectrique de retenue classique, le plus haut du monde. 
Le barrage de Jinping II, situé 7 km en aval de Jinping I, est au contraire une centrale au fil de l'eau sans retenue. Il doit sa particularité à 4 tunnels de 16 kilomètres de long, qui permettent d'obtenir un dénivelé de 310 mètres, en court-circuitant le Yalong. Le Yalong effectue à partir du barrage de Jinping II un détour de 150 kilomètres de long sous la forme d'un important "coude".
La production électrique de la centrale est assurée par huit turbines d'une puissance unitaire de 600 MW, fournies par General Electric. Sa production annuelle est estimée à 24,23 TWh

## Chronologie
La construction du barrage a débuté en 2007 et s'est achevée en 2014.